# Associazione Calcio Massiminiana 1969-1970
Questa pagina raccoglie le informazioni riguardanti l'Associazione Calcio Massiminiana nelle competizioni ufficiali della stagione 1969-1970.

## Rosa
| N. |                   | Ruolo       | Calciatore         |
| -- | ----------------- | ----------- | ------------------ |
|    | Italia (bandiera) | P           | Aurite             |
|    | Italia (bandiera) | P           | Pietro Bottiglieri |
|    | Italia (bandiera) | A           | Angelo Busetta     |
|    | Italia (bandiera) |             | Calanna            |
|    | Italia (bandiera) | A           | Nello Campagiorni  |
|    | Italia (bandiera) | D           | Riccardo Carleschi |
|    | Italia (bandiera) |             | Colombo            |
|    | Italia (bandiera) | D           | Savino Contadino   |
|    | Italia (bandiera) | D           | Vincenzo Da Rold   |
|    | Italia (bandiera) |             | Elio De Vincolis   |
|    | Italia (bandiera) |             | Di Benedetto       |
|    | Italia (bandiera) | A           | Di Cesaro          |
|    | Italia (bandiera) | A           | Renzo Di Pietro    |
|    | Italia (bandiera) | A           | Gambara            |
|    | Italia (bandiera) | {{{ruolo}}} | Giuseppe Giacoppo  |

| N. |                   | Ruolo | Calciatore         |
| -- | ----------------- | ----- | ------------------ |
|    | Italia (bandiera) | C     | Malerba            |
|    | Italia (bandiera) | P     | Marino             |
|    | Italia (bandiera) | A     | Cosimo Nocera      |
|    | Italia (bandiera) | D     | Orazio Panebianco  |
|    | Italia (bandiera) | D     | Adriano Polesello  |
|    | Italia (bandiera) | C     | Franco Polizzo     |
|    | Italia (bandiera) | C     | Adelmo Prenna      |
|    | Italia (bandiera) |       | Pulvirenti         |
|    | Italia (bandiera) | C     | Pietro Sani        |
|    | Italia (bandiera) | C     | Francesco Sclafani |
|    | Italia (bandiera) | C     | Massimo Silvestri  |
|    | Italia (bandiera) |       | Ursino             |
|    | Italia (bandiera) | A     | Domenico Ventura   |
|    | Italia (bandiera) |       | Vertolone          |